# Ermira Dingu
Ermira Dingu – albańska strzelczyni startująca w kategorii strzału z karabinu z odległości 50 metrów, złota medalistka z Mistrzostw Europy w Strzelectwie 1980.

## Życiorys
W 1974 roku wzięła udział w Mistrzostwach Świata w Thun; udało jej się zdobyć 593 punkty, dzięki czemu zajęła 6. miejsce.
W 1980 roku wygrała w Mistrzostwach Europy w Madrycie w swojej kategorii; zdobyła 594 punkty.